# Jean II Doukas
Jean II Doukas (Ιωάννης Β΄ Άγγελος Δούκας parfois appelé Jean Comnène ou Jean Ange) dirige la principauté de Thessalie de 1303 à sa mort en 1318.
Il succède à son père Constantin en 1303, alors qu'il est encore enfant. La noblesse thessalienne choisit pour régent le duc d'Athènes Guy II qui établit un protectorat sur la Thessalie et repousse une attaque du despotat d'Épire mais ne peut empêcher les ravages de la Compagnie catalane venant du nord. À la mort de Guy II en 1308, Jean se heurte à son successeur Gautier V de Brienne, qui embauche la Compagnie pour lutter contre lui.
Cependant, le duc d'Athènes et les Catalans finissent par se brouiller, et ces derniers écrasent en 1311 lors de la bataille du lac Copaïs l'armée du duc, qui est tué, et s'emparent du duché.
Les Catalans étant occupés en Béotie et en Attique, Jean Doukas peut exercer un meilleur contrôle sur la Thessalie mais rencontre l'opposition des magnats locaux.
Pour affermir sa position, il se rapproche de l'Empire byzantin et épouse une fille de l'empereur Andronic II Paléologue en 1315, mais meurt en 1318 sans héritier.
À sa mort, la majeure partie de la Thessalie passe sous le contrôle du magnat Etienne Gabrielopoulos, mais le sud de la Thessalie est envahi par les Catalans qui y fondent le duché de Néopatrie.